# Acacia pygmaea
Acacia pygmaea är en ärtväxtart som beskrevs av Bruce R. Maslin. Acacia pygmaea ingår i släktet akacior, och familjen ärtväxter. Inga underarter finns listade i Catalogue of Life.